# Buschmühle (Calau)
Die Buschmühle, niedersorbisch Błotny Młyn, war die Wassermühle des Ortes Groß Jehser im heutigen Landkreis Oberspreewald-Lausitz.
Die Mühle wurde 1976/1977 durch den Tagebau Schlabendorf-Süd abgebaggert. Im Jahr des Abbruchs wurden 15 Umsiedler am Wohnplatz registriert.
| Einwohner | 7 | 9 | 11 | 15 |